# Vollständiger Satz kommutierender Observablen
Ein vollständiger Satz kommutierender Observablen (v.S.k.O.) ist ein Begriff aus der Quantenmechanik, in der Messgrößen wie Energie, Ort oder Impuls durch Operatoren dargestellt und als Observablen bezeichnet werden. Messgrößen, die man gleichzeitig genau bestimmen kann, heißen kommutierende Observablen; sie haben die Eigenschaft, dass die Reihenfolge ihrer Operatoren im Produkt vertauscht werden kann, ohne dessen Ergebnis zu verändern.
Solch ein Verhalten ist in der Quantenmechanik allerdings eher die Ausnahme. Die meisten Paare von Observablen lassen sich nicht gleichzeitig beliebig genau messen, was eine Konsequenz aus der heisenbergschen Unschärferelation ist. Man spricht dann auch von komplementären Observablen.
Um einen quantenmechanischen Zustand eindeutig zu charakterisieren, sind oft mehrere Observablen notwendig. Beispielsweise ist es beim Wasserstoffatom nicht ausreichend, nur die Energie anzugeben (mittels der Hauptquantenzahl {\displaystyle n}), sondern es sind zwei weitere Observablen notwendig: der Betrag des Drehimpulses (Quantenzahl {\displaystyle l}) und die {\displaystyle z}-Komponente des Drehimpuls (Quantenzahl {\displaystyle m}). Diese drei Größen bilden dann einen vollständigen Satz kommutierender Observablen.

## Definition
Eine Menge von Observablen {\displaystyle A}, {\displaystyle B}, {\displaystyle C}, … bildet einen v.S.k.O., wenn eine orthonormale Basis des Zustandsraums aus gemeinsamen Eigenvektoren der Observablen existiert, und diese Basis (bis auf einen Phasenfaktor) eindeutig ist.
Eine äquivalente Formulierung lautet:
Eine Menge von Observablen {\displaystyle A}, {\displaystyle B}, {\displaystyle C}, … bildet einen v.S.k.O. genau dann, wenn:
1. alle Observablen paarweise kommutieren, und
2. die Angabe der Eigenwerte all dieser Operatoren ausreicht, um einen gemeinsamen Eigenvektor bis auf einen Vorfaktor eindeutig zu bestimmen.

## Bedeutung
Um ein quantenmechanisches Problem zu lösen, ist man bemüht eine Menge von Observablen zu finden, die das System beschreiben und einen v.S.k.O. bilden. Durch die Angabe der Messwerte der Observablen (das sind die Eigenwerte der Observablen) ist es damit möglich den Zustand eines Systems eindeutig zu bestimmen. Umgekehrt bedeutet das, dass man eine Messung auf einen vollständigen Satz kommutierender Observablen erstrecken muss, um den Zustand des Systems nach der Messung durch die Angabe der Messwerte eindeutig zu bestimmen.

## Konstruktion
Gegeben sei eine Observable {\displaystyle A}, deren Eigenvektoren eine Basis des Zustandsraumes bilden. Sind diese sämtlich nicht-entartet, so lässt sich der Zustand des Systems durch die Angabe des zu einem Eigenvektor gehörigen Eigenwertes eindeutig charakterisieren. {\displaystyle A} bildet dann „für sich“ einen v.S.k.O. Sind die Eigenvektoren jedoch in irgendeiner Form entartet, nimmt man eine weitere Observable {\displaystyle B} hinzu, die mit {\displaystyle A} vertauscht und deren Eigenvektoren wiederum eine Basis des Zustandsraumes bilden. Aus beiden Mengen von Eigenvektoren wählt man nun die nicht-Entarteten. Bilden diese eine Basis des Zustandsraumes stellen {\displaystyle A} und {\displaystyle B} einen v.S.k.O. dar. Wenn nicht, nimmt man solange weitere Observablen {\displaystyle C}, {\displaystyle D}, … hinzu, die jeweils paarweise mit den anderen Observablen vertauschen, bis man eine Basis aus Eigenvektoren zu nicht-entarteten Eigenwerten konstruieren kann.

## Beispiele
- Eine Observable mit nicht-entarteten Eigenwerten, also einem nicht-entarteten Spektrum, bildet „für sich“ einen v.S.k.O. Ein Beispiel für so einen Fall ist der Hamilton-Operator des unendlich hohen Potentialtopfs in einer Dimension.
- Der Ortsoperator sowie der Impulsoperator bilden jeweils „für sich“ einen v.S.k.O. des Zustandsraumes eines spinlosen Teilchens.
- Bei einem spinlosen Teilchen in einem Zentralpotential bilden der Hamilton-Operator {\displaystyle H}, das Quadrat des Drehimpulsoperators {\displaystyle L^{2}}, sowie eine beliebige Komponente des Drehimpulsoperator {\displaystyle L_{i}} (wobei {\displaystyle i=x,y,z}) einen v.S.k.O. Die Eigenwerte der drei Observablen entsprechen der Hauptquantenzahl {\displaystyle n}, der Drehimpulsquantenzahl {\displaystyle l} und der magnetischen Quantenzahl {\displaystyle m} (siehe Quantenzahl). Die Angabe des Tripels {\displaystyle (n,l,m)} beschreibt eindeutig einen quantenmechanischen Zustand (z. B. beim Wasserstoffatom).